# Cerovac (miasto Kragujevac)
Cerovac (cyr. Церовац) – wieś w Serbii, w okręgu szumadijskim, w mieście Kragujevac. W 2011 roku liczyła 935 mieszkańców.